# مارك ماركيث
مارك ماركيث (بالإسبانية: Marc Márquez)‏ مواليد 17 فبراير 1993 في لاردة، إسبانيا، هو متسابق دراجات نارية إسباني فاز ببطولة العالم للموتو جي بي. نافس في سباقات بطولة العالم لفئة 125 سي سي.

## البطولات
- بطولة العالم للموتو جي بي 2013
- بطولة العالم للموتو جي بي 2014
- بطولة العالم للموتو 2 2012
- بطولة العالم لفئة 125 سي سي 2010

## روابط خارجية
- مارك ماركيث على موقع IMDb (الإنجليزية)
- مارك ماركيث على موقع MotoGP.com (الإنجليزية)
- مارك ماركيث على موقع AS.com (الإسبانية)